# Есра Їлдиз
Есра Їлдиз (тур. Esra Yıldız; 4 липня 1997) — турецька боксерка, призерка Олімпійських ігор 2024 року і чемпіонату Європи.

## Аматорська кар'єра
2014 року, здобувши чотири перемоги і програвши у фіналі Джаджайрі Гонсалес (США), стала срібним призером чемпіонату світу серед молоді. На літніх юнацьких Олімпійських іграх 2014 перемогла Анжеліну Бондаренко (Україна), програла у півфіналі Сіарі Джинті (Ірландія) і в бою за бронзову медаль програла Агнес Алексюссон (Швеція).
На чемпіонаті Європи 2016 завоювала бронзову медаль. На чемпіонаті світу 2016 програла в першому бою.
На чемпіонаті Європи 2018 програла в першому бою Ірмі Теста (Італія). На чемпіонаті світу 2018 програла в першому бою Алессії Месіано (Італія).
На Олімпійських іграх 2020 перемогла Даяну Санчес (Аргентина) і програла Мірі Потконен (Фінляндія).
На чемпіонаті світу 2022 знов програла Алессії Месіано (Італія).
На Олімпійських іграх 2024 завоювала бронзову медаль.
- В 1/16 фіналу перемогла Марін Камара (Малі) — 5-0
- В 1/8 фіналу перемогла Хулуд Хлімі (Туніс) — 5-0
- У чвертьфіналі перемогла Жусєлен Ромеу (Бразилія) — 4-1
- У півфіналі програла Лін Ютін (Китайський Тайбей) — 0-5